# 이누보역
이누보역(일본어: 犬吠駅, いぬぼうえき)은 일본 지바현 조시시에 있는 조시 전기 철도선의 역이다. 일부 안내에서는 INUBO, INUBŌ, INUBOU를 모두 표기한다.
제1회 간토의 역 백선에 선정된 역이다.

## 역사
- 1935년 8월 14일: 등대 앞역으로 개업.
- 1942년: 이누보역으로 역명 변경.
- 1990년 12월: 현 포르투갈의 궁전풍 건축의 역사 준공.
- 1995년 9월: 누레센베 매점 개업.
- 1997년 10월 14일: "간토의 역 백선"에 첫 선정역이 됨. 선정 이유는 "유럽 스타일의 흰 벽과 그림 타일이 아름다운 역"이기 때문이다.
- 2013년: 역사가 노후화되면서 리모델링 공사 개시.
- 2017년 6월 24일: 간논 역에 있던 붕어빵 집을 이전 영업 개시.

## 역 구조
단선 승강장 1면 1선의 지상역으로 역무원 배치된 역이다(새벽, 야간에는 무인). 플랫폼 상과 역사 내에 자판기, 보관함, 수세식 화장실 있다. 역전에 8대분의 주차장 설치.

## 역 주변
관광지와 관광 시설이 역 주변에 있다.
- 이누보사키
- 이누보사키 등대
- 이누보사키 온천
- 기미가하마
- 오바타 연못
- 만간지

## 사진

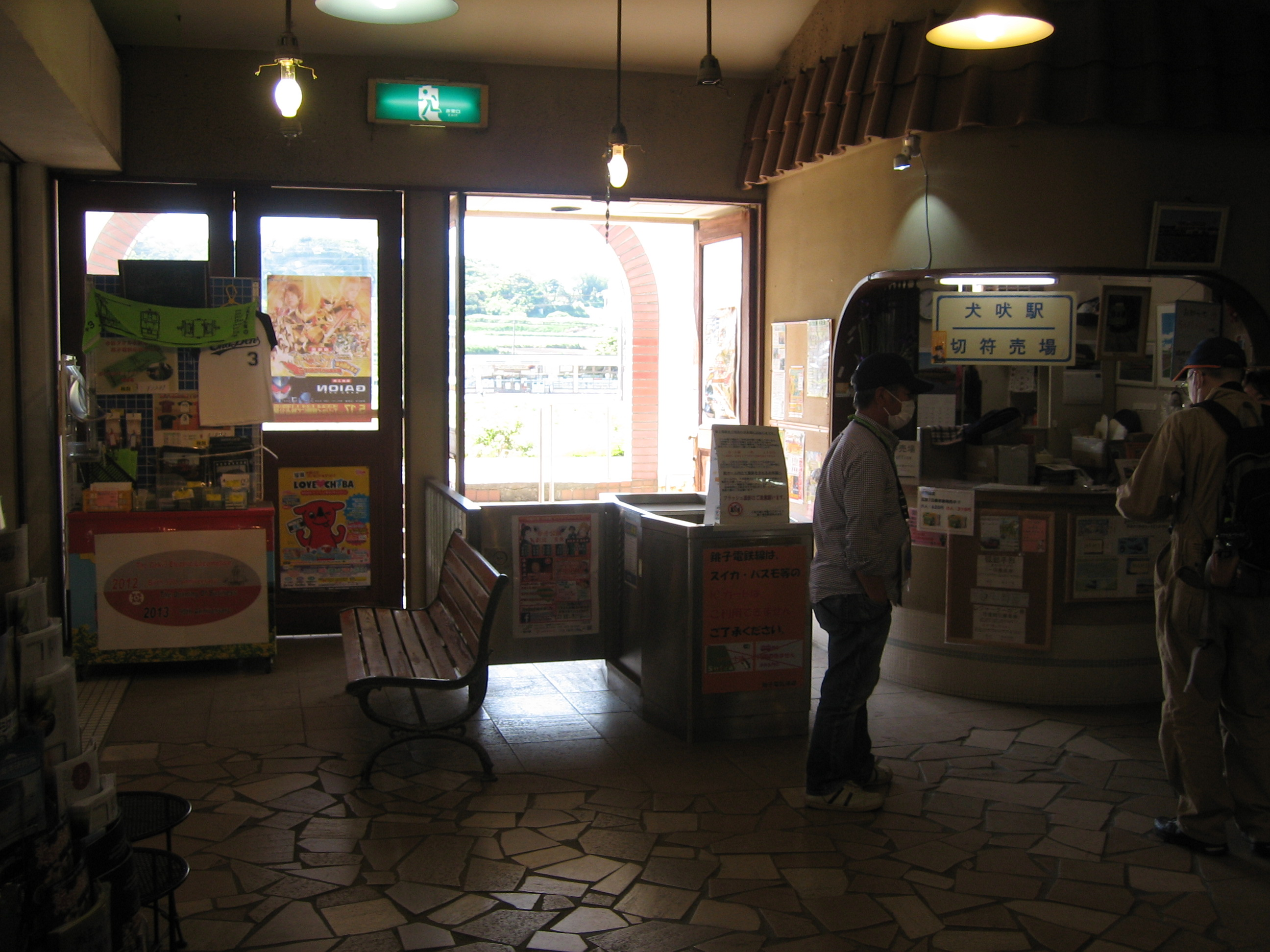
개찰구

## 인접역
| 조시 전기 철도 ■ 조시 전기 철도선 | 조시 전기 철도 ■ 조시 전기 철도선 | 조시 전기 철도 ■ 조시 전기 철도선 |
| --------------------------------- | --------------------------------- | --------------------------------- |
| 기미가하마 조시 방면              |                                   | 도카와 도카와 방면                |